# 공급자 관계 관리
공급자 관계 관리(Supplier relationship management, SRM)는 공급자기반관리라고 하며 고객기반관리와 대비되는 개념이다. 공급자베이스의 체계적인 관리로 기업경쟁력을 향상시키려는 목표를 추구한다. SRM에서는 공급자와의 정보교류, 공급조건 비교, 공급자 육성, JIT 공급 등의 다양한 기능이 수행된다. e-SRM은 단지 인터넷을 기반으로 한다는 것에만 차이점을 두고 있다.
공급자와 사용기업의 정보 및 프로세스 흐름의 가시화 수준을 높일 수 있게되며, SRM전략의 실행을 통하여 고객중심의 대안을 보다 신속히 제공하게되어 시장변화에 대한 대응력을 향상시킬 수 있게된다.